# Dolichopodidae
Famille
Les Dolichopodidae sont une famille de petites mouches prédatrices, à longues pattes, que l'on rencontre principalement dans les milieux humides. On a recensé plus de 7 300 espèces réparties dans environ 200 genres. Leur variété dans un milieu est généralement un indicateur de qualité. Ils se nourrissent principalement des larves d'autres diptères des familles Chironomidae, Ceratopogonidae et Culicidae.

## Liste des genres
Selon Catalogue of Life (27 févr. 2013) :
- genre Abatetia
- genre Abbemyia
- genre Achalcus
- genre Achradocera
- genre Acropsilus
- genre Acymatopus
- genre Adachia
- genre Ahercostomus
- genre Ahypophyllus
- genre Aldabromyia
- genre Alishanimyia
- genre Allohercostomus
- genre Amblypsilopus
- genre Amphithalassius
- genre Anahydrophorus
- genre Anasyntormon
- genre Anepsiomyia
- genre Antyx
- genre Aphalacrosoma
- genre Aphrosylopsis
- genre Aphrosylus
- genre Arachnomyia
- genre Arciellia
- genre Argentinia
- genre Argyra
- genre Argyrochlamys
- genre Asyndetus
- genre Atlatlia
- genre Australachalcus
- genre Austrosciapus
- genre Babindella
- genre Bickelia
- genre Bickelomyia
- genre Brevimyia
- genre Calyxochaetus
- genre Campsicnemoides
- genre Campsicnemus
- genre Cemocarus
- genre Ceratopos
- genre Chaetogonopteron
- genre Cheiromyia
- genre Chimerothalassius
- genre Chrysosoma
- genre Chrysotimus
- genre Chrysotus
- genre Clinocampsicnemis
- genre Coeloglutus
- genre Colobocerus
- genre Conchopus
- genre Condylostylus
- genre Coracocephalus
- genre Corindia
- genre Craterophorus
- genre Cryptophleps
- genre Cryptopygiella
- genre Cymatopus
- genre Cyrturella
- genre Dactylomyia
- genre Dactylonotus
- genre Diaphorus
- genre Diostracus
- genre Discopygiella
- genre Dolichophorus
- genre Dolichopus
- genre Dominicomyia
- genre Dytomyia
- genre Electrophorella
- genre Elmoia
- genre Elongomedetera
- genre Enlinia
- genre Eothalassius
- genre Epithalassius
- genre Erebomyia
- genre Ethiosciapus
- genre Eucoryphus
- genre Eurynogaster
- genre Euxiphocerus
- genre Falbouria
- genre Fedtshenkomyia
- genre Filatopus
- genre Gigantosciapus
- genre Griphophanes
- genre Grootaertia
- genre Gymnopternus
- genre Hadromerella
- genre Halteriphorus
- genre Haplopharyngomyia
- genre Harmstonia
- genre Helichochaetus
- genre Helixocerus
- genre Hercostomus
- genre Humongochela
- genre Hydatostega
- genre Hydrophorus
- genre Hypocharassus
- genre Hyptiocheta
- genre Ionthadophrys
- genre Ischiochaetus
- genre Kalocheta
- genre Keirosoma
- genre Kowmungia
- genre Krakatauia
- genre Lamprochromus
- genre Lapita
- genre Leptorhethum
- genre Liancalomina
- genre Liancalus
- genre Liparomyia
- genre Machaerium
- genre Macrodactylomyia
- genre Maipomyia
- genre Major
- genre Mascaromyia
- genre Medetera
- genre Megistostylus
- genre Melanderia
- genre Melanostolus
- genre Mesorhaga
- genre Metaparaclius
- genre Microchrysotus
- genre Microcyrtura
- genre Micromedetera
- genre Micromorphus
- genre Microphor
- genre Microphorella
- genre Micropygus
- genre Mischopyga
- genre Muscidideicus
- genre Nanomyina
- genre Nanothinophilus
- genre Narrabeenia
- genre Naticornus
- genre Naufraga
- genre Negrobovia
- genre Nematoproctus
- genre Neomedetera
- genre Neoparentia
- genre Neorhaphium
- genre Neotonnoiria
- genre Nepalomyia
- genre Neurigona
- genre Ngirhaphium
- genre Nothorhaphium
- genre Notobothrus
- genre Nurteria
- genre Oedematopus
- genre Oncopygius
- genre Orthoceratium
- genre Ortochile
- genre Ostenia
- genre Papallacta
- genre Paraclius
- genre Paracoeloglutus
- genre Parahercostomus
- genre Paraliancalus
- genre Paraliptus
- genre Paralleloneurum
- genre Paramedetera
- genre Parasyntormon
- genre Parathalassius
- genre Parentia
- genre Pelastoneurus
- genre Peloropeodes
- genre Peodes
- genre Phacaspis
- genre Pharcoura
- genre Phasmaphleps
- genre Phrudoneura
- genre Physopyga
- genre Pilbara
- genre Pinacocerus
- genre Plagioneurus
- genre Plagiozopelma
- genre Platyopsis
- genre Plesiothalassius
- genre Poecilobothrus
- genre Pseudargyra
- genre Pseudohercostomus
- genre Pseudoparentia
- genre Pseudosympycnus
- genre Pseudoxanthochlorus
- genre Rhaphium
- genre Rhynchoschizus
- genre Scelloides
- genre Scellus
- genre Scepastopyga
- genre Schistostoma
- genre Schoenophilus
- genre Sciapus
- genre Sciopolina
- genre Scorpiurus
- genre Scotiomyia
- genre Setihercostomus
- genre Sigmatineurum
- genre Sinosciapus
- genre Somillus
- genre Sphyrotarsus
- genre Stenopygium
- genre Stolidosoma
- genre Suschania
- genre Sweziella
- genre Sybistroma
- genre Symbolia
- genre Sympycnidelphus
- genre Sympycnus
- genre Syntormon
- genre Syntormoneura
- genre Systenoides
- genre Systenus
- genre Tachytrechus
- genre Telmaturgus
- genre Teneriffa
- genre Tenuopus
- genre Terpsimyia
- genre Tetrachaetus
- genre Teuchophorus
- genre Thalassophorus
- genre Thambemyia
- genre Thinolestris
- genre Thinophilus
- genre Thrypticus
- genre Tipula
- genre Trichosia
- genre Trigonocera
- genre Urodolichus
- genre Uropachys
- genre Vetimicrotes
- genre Viridigona
- genre Xanthina
- genre Xanthochlorus
- genre Yumbera

## Liste des sous-familles
Selon ITIS (27 févr. 2013) :
- sous-famille Achalcinae Grootaert & Meuffels, 1997
- sous-famille Diaphorinae
- sous-famille Dolichopodinae
- sous-famille Enliniinae
- sous-famille Hydrophorinae
- sous-famille Medeterinae
- sous-famille Neurigoninae
- sous-famille Peloropeodinae
- sous-famille Plagioneuriinae
- sous-famille Rhaphiinae
- sous-famille Sciapodinae
- sous-famille Stolidosominae
- sous-famille Sympycninae
- sous-famille Xanthochlorinae